# Jumanji
Jumanji je americký rodinný film z roku 1995, natočený režisérem Joem Johnstonem, ve kterém hrál hlavní roli
herec Robin Williams. Film byl zparodován v Simpsonových - Speciální čarodějnický díl XXI

## Děj
Hlavním hrdinou je Alan Parrish, syn hodně bohatého podnikatele v oblasti výroby bot Sama Parrishe, který je kvůli vysokému postavení jeho otce ve městě věčně šikanován místní partou kluků, jejíž vůdce na Alana žárlí, protože se kamarádí s jeho přítelkyní. Otec mu v tom nepomáhá, jelikož si myslí že Alan je zbabělec a že by se měl umět bránit. Po jednom z útoků najde zmlácený Alan na staveništi prapodivnou hru a odnese ji domů. Zde se ihned pohádá se svým otcem, jenž chce aby Alan nastoupil do Cliffsidské internátní školy pro chlapce z důvodu rodinné tradice. Alan se rozhodne utéct z domova, mezitím ale potkává Sáru Whittlovou, přítelkyni jeho nepřítele, která mu vrací kolo. Sára si při návštěvě Parishe všimne oné zvláštní hry a rozhodne se ji s Alanem hrát. Ihned po Alanově hodu se na tabulce v prostředku hracího pole objeví věta: "V džungli počkáš tolik let, než na kostkách padne pět." Během sekundy hra Alana vcucne do sebe a na Sáru náhle zčistajasna vyletí hejno abnormálně velkých netopýrů. Po 26 letech se do již prázdného Alanova domu nastěhují noví nájemníci, Judy a Peter, kteří přišli o oba rodiče a nyní se o ně musí starat jejich teta. V domě se jim oběma už od začátku nelíbí, je zde velmi strašidelné prostředí a zvuky, jež vycházejí z půdy. Teta nechce o ničem slyšet, a to ani když se tu objeví cizokrajní netopýři. Jednoho dne se Judy i Peter rozhodnou zjistit, co ony zvláštní zvuky znamenají a najdou hru. Začnou ji hrát a povede se jim tím vypustit na svět ze hry komáry, opice a dokonce i lva. Lev si je samozřejmě vyhlédl jako kořist a kdyby ze hry nepřišel i o 26 let starší Alan Parrish, byli by oba v pánu. Alan se po návratu ze hry nedokáže sžít s novou dobou, kdy firma jeho otce zkrachovala a celé město tím položila kvůli svému významnému postavení na trhu. Město je špinavé, plné bezdomovců, hodně domů přestavěných a zbouraných a Alanovi rodiče pochováni na nejbližším hřbitově. Alanův otec si myslel, že jeho syn utekl a věnoval všechen svůj čas, aby ho našel, ale marně. Všichni si mysleli, že je Alan mrtvý, jenom on stále věřil v opak. Po čase přestal chodit do práce, a tím firmu prakticky položil. Judy s Peterem se Alana snaží přemluvit, aby jim pomohl hru vyhrát, protože jenom tak se dá všechno zase do pořádku. Ve hře je totiž napsáno: "Dobrodruzi pozor!!! Nezačínejte hrát, pokud hru nechcete dohrát, následky této hry zmizí, jakmile dosáhnete Jumanji a zvoláte toto jméno." Alana po chvíli přemluví, ten jim ale řekne, že musí přemluvit ještě také Sáru Vitovou, která je také hráčem a bez ní by hru nedokončili. Sára se hned po útoku masožravé trávy rozhodne hru vzdát, ostatní ji nakonec ale stejně přemluví. Další padne na kostkách lovec, který se snaží ulovit Alana, což je ostatně také důvod, proč nechtěl Alan hrát. Při několika dalších polízanicích se splašeným stádem slonů, aligátorem, pelikánem, povodní a Peterovou přeměnou v opici kvůli podvodu se konečně dostávají ke konci. Alan dosáhne Jumanji a zvolá toto jméno krátce předtím, než jej lovec zastřelí. Hra zpátky vcucne lovce i ostatní zvířata a vrátí také čas. Alan se usmíří se svým otcem a dohodnou se, že do Cliffsidu nepůjde, když nechce. Alan se Sárou, už samozřejmě zase omlazení, zahodí hru do řeky a jdou vstříc novému životu. Oba vyrostou, vezmou se a zakládají rodinu. Na Vánočním večírku u nich doma se seznámí s novými zaměstnanci jejich firmy, rodiči Judy a Petera. Nedovolí jim jet na dovolenou do Kanady a tím zabrání jejich smrti. Hru zatím vyplavilo moře a ta se opět dostává do něčích rukou.

## Obsazení
| Postava                      | Původní herec     | Český Dabing herec (1996) Kino/VHS/DVD | Český Dabing herec (2011) Blu-ray |
| ---------------------------- | ----------------- | -------------------------------------- | --------------------------------- |
| Alan Parrish                 | Robin Williams †  | Petr Štěpánek                          | Lukáš Hlavica                     |
| Sam Parrish / Lovec Van Pelt | Jonathan Hyde     | Jiří Štěpnička                         | Martin Zahálka                    |
| Judy Shepherdová             | Kirsten Dunst     | Monika Ticháčková                      | Aneta Talpová                     |
| Peter Shepher                | Bradley Pierce    | Michal Bürger                          | Jindřich Žampa                    |
| Sára Vitová/Parrishová       | Bonnie Hunt       | Dana Batulková                         | Petra Tišnovská                   |
| Teta Nora                    | Bebe Neurwith     | Martina Hudečková                      | Kateřina Velebová                 |
| Carol Parrish                | Patricia Clarkson | Dana Syslová                           | Klára Kuklová                     |
| Carl Bentley                 | David Alan Grier  | Pavel Rímský                           | Ladislav Cigánek                  |
| Alan Parrish 1969            | Adam Hann-Byrd    | Zdeněk Kalvach                         | Jan Rimbala                       |
| Sára Vitová 1969             | Laura Bell Bundy  | Klára Šumanová                         | Lucie Kušnírová                   |